# Pembertonia latisquamea
Pembertonia latisquamea là một loài thực vật có hoa trong họ Cúc. Loài này được (F.Muell.) P.S.Short mô tả khoa học đầu tiên năm 2004.